# Pentatlo de inverno
Pentatlo de inverno é um esporte combinado, variação do pentatlo moderno disputado nos Jogos de Verão, composto de cinco modalidades:
- Esqui cross-country
- Tiro
- Esqui alpino
- Esgrima
- Equitação

Foi modalidade Olímpica apenas nos Jogos Olímpicos de Inverno de 1948 em St. Moritz, onde foi realizada a competição de pentatlo de inverno como um dos esportes de demonstração daquela edição.
Não foi mais disputado nas edições subsequentes e na Squaw Valley 1960 o Biatlo, que também foi demonstração em 1948 e combina apenas Esqui cross-country e tiro, começou a ser disputado oficialmente desde então.

## Resultados emSt. Moritz 1948
1. SWE Gustaf Lindh
2. SWE William Grut
3. SWE Bertil Haase
4. SUI Vincenzo Somazzi
5. SUI Hans Rumpf
6. GBR Derek Allhusen
7. AUT Peter Grießler
8. SUI Hans Schriber
9. GBR John Alexander Ormond Walker
10. GBR Charles Percy Legard
11. GBR Maurice Willoughby
12. SWE Claes Egnell
13. FIN Viktor Platan
14. SUI Josef Vollmeier

Referência(s): 
| Colocação | País         | Atleta                       | Esqui cross-country | Tiro | Esqui alpino | Esgrima | Equitação | Pontos |
| --------- | ------------ | ---------------------------- | ------------------- | ---- | ------------ | ------- | --------- | ------ |
| 1         | Suécia       | Gustaf Lindh                 | 2                   | 1    | 6            | =4      | 1         | 14     |
| 2         | Suécia       | William Grut                 | 3                   | 3    | 4            | 3       | 2         | 15     |
| 3         | Suécia       | Bertil Haase                 | 1                   | 5    | 1            | =6      | 4         | 17     |
| 4         | Suíça        | Vincenzo Somazzi             | 8                   | 9    | 2            | =1      | 5         | 25     |
| 5         | Suíça        | Hans Rumpf                   | 9                   | 4    | 3            | 1       | 9         | 26     |
| 6         | Grã-bretanha | Derek Allhusen               | 11                  | 8    | 11           | 11      | 3         | 44     |
| 7         | Áustria      | Peter Grießler               | 5                   | 12   | 7            | 10      | DNF       | 45     |
| 8         | Suíça        | Hans Schriber                | 10                  | 10   | 10           | =4      | DNF       | 45     |
| 9         | Grã-bretanha | John Alexander Ormond Walker | 12                  | 13   | 9            | =6      | 7         | 47     |
| 10        | Grã-bretanha | Charles Percy Legard         | DNF                 | 11   | 8            | 9       | 6         | 48     |
| 11        | Grã-bretanha | Maurice Willoughby           | 13                  | 14   | 13           | =6      | 8         | 54     |
| 12        | Suécia       | Claes Egnell                 | 4                   | 2    | 5            | DNS     | DNS       | 11     |
| 13        | Finlância    | Viktor Platan                | 6                   | 7    | 12           | DNS     | DNS       | 25     |
| 14        | Suíça        | Josef Vollmeier              | 7                   | 6    | DNF          | DNS     | DNS       | 27     |

Referência(s): 